# Multimedialny Park Fontann w Warszawie

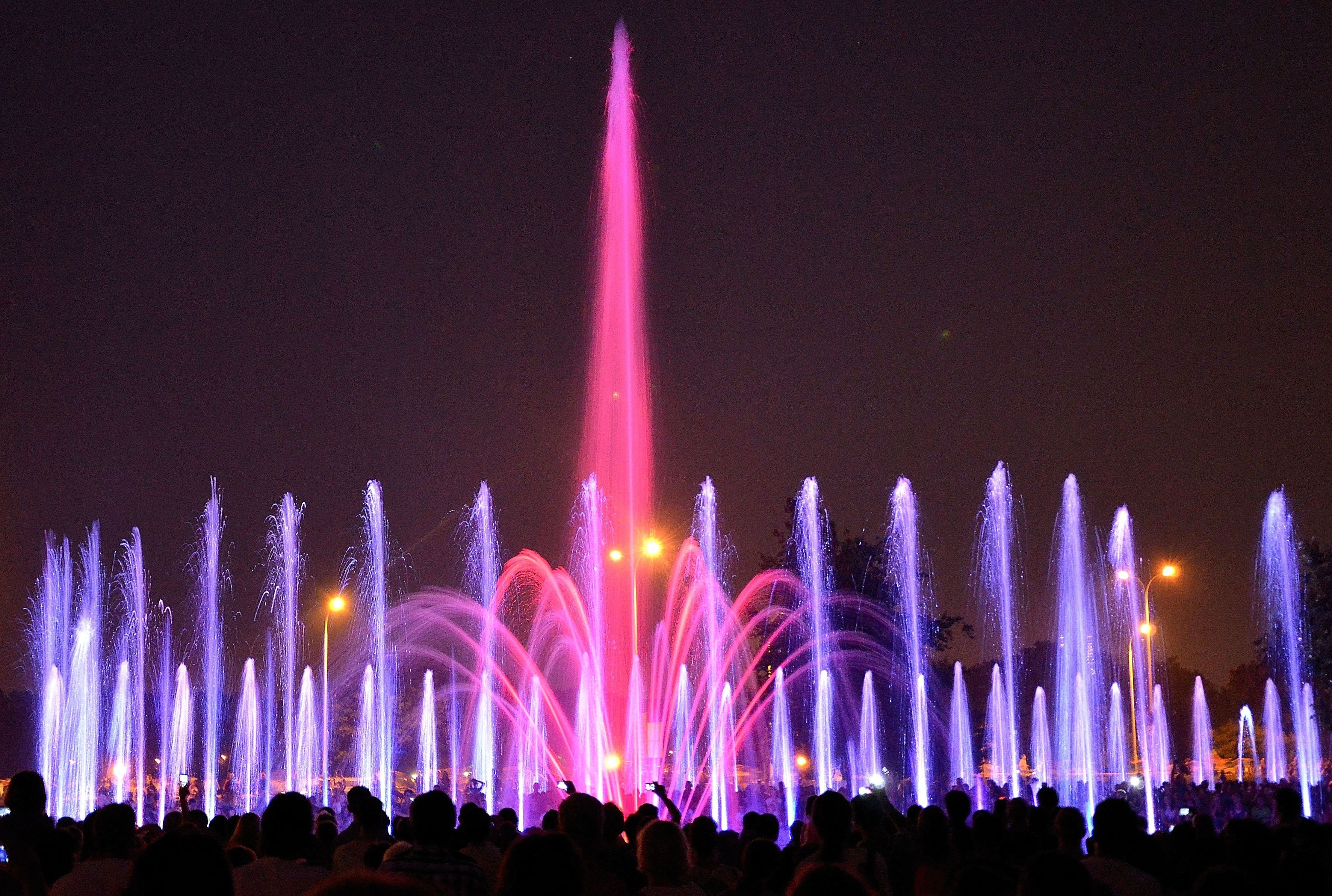
Wieczorny pokaz multimedialny „woda-światło-dźwięk” (2012)

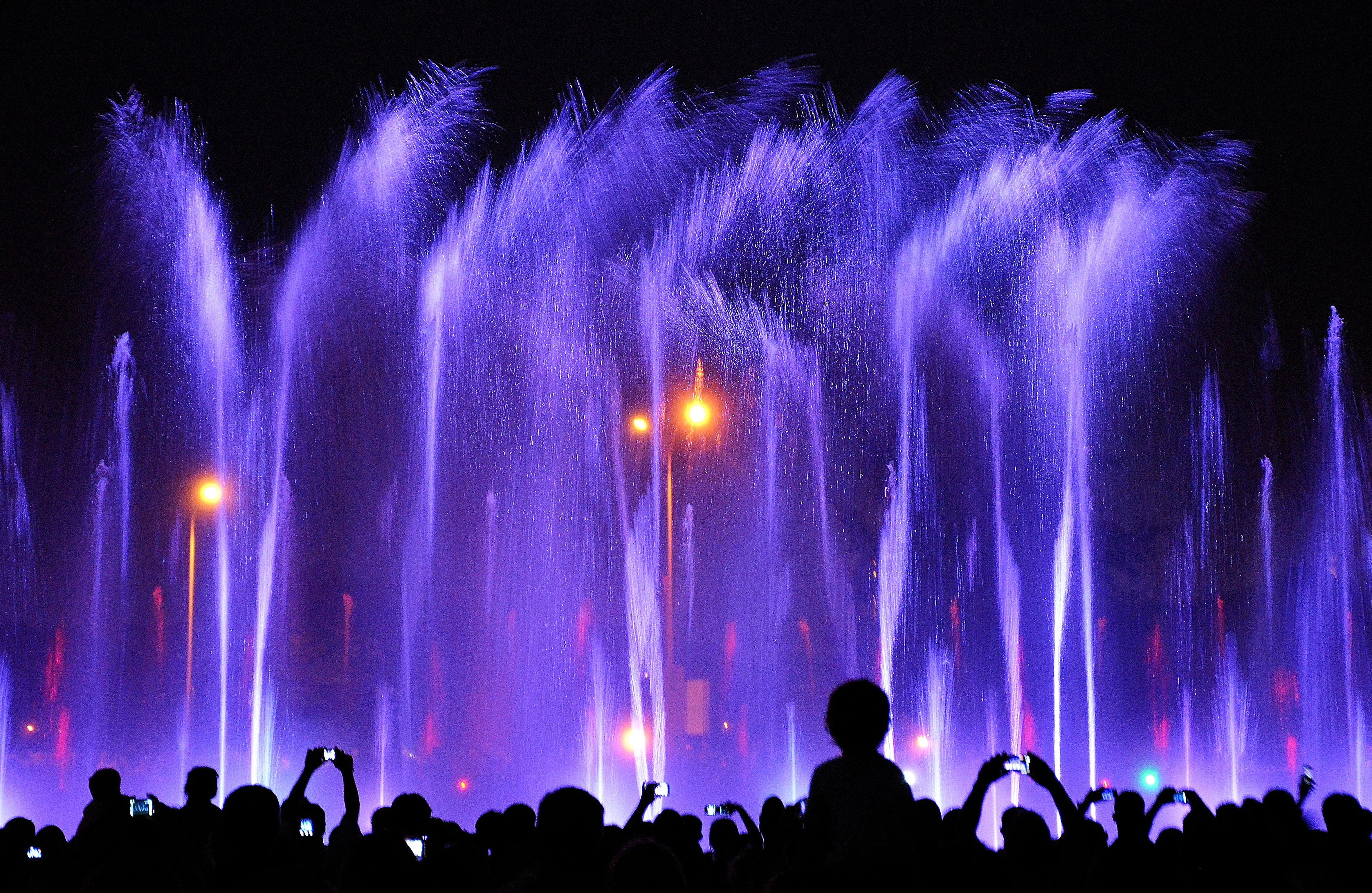
Fragment pokazu (2012)

Multimedialny Park Fontann – kompleks czterech fontann znajdujący się na skwerze 1 Dywizji Pancernej WP pomiędzy ulicami Boleść, Wybrzeże Gdańskie, Sanguszki i Rybaki na warszawskim Nowym Mieście.

## Miejsce
Teren, na którym znajduje się Multimedialny Park Fontann, nazywany jest Podzamczem, w nawiązaniu do pierwotnej nazwy parku ze stawem-brodzianką (na jego miejscu zbudowano fontanny), który rozciągał się od Góry Gnojnej do ulicy Sanguszki. Zaprojektowany przez Longina Majdeckiego park o powierzchni 12,9 ha został zbudowany przez młodzież w czynie społecznym w czasie rozpoczynającej się odbudowy Zamku Królewskiego. Jego urządzanie ukończono 30 lipca 1971. 
W maju 1988 części parku położonej na północ od ul. Boleść nadano nazwę Skweru 1 Dywizji Pancernej.

## Opis
Zespół fontann uruchomiono 7 maja 2011, w związku z jubileuszem 125-lecia Miejskiego Przedsiębiorstwa Wodociągów i Kanalizacji (MPWiK). W piątkowe i sobotnie wieczory (a czasami również w inne dni) – od maja do lipca o godz. 21:30, w sierpniu o godz. 21:00 i we wrześniu o godz. 20:30 – odbywają się tutaj 30-minutowe pokazy multimedialne „woda-światło-dźwięk” z wykorzystaniem reflektorów LED i laserów. W każdym sezonie na wodnych ekranach Multimedialnego Parku Fontann prezentowany jest nowy pokaz w formie animowanej opowieści. Program pokazów co roku przygotowuje Stołeczna Estrada. 
Łączna powierzchnia luster wody wynosi 2870 m². Obok fontann odsłonięto ławeczkę Williama Heerleina Lindleya, który zaprojektował sieć kanalizacyjną Warszawy i w 1886 uruchomił miejskie wodociągi.
Budowa Multimedialnego Parku Fontann w zamierzeniu władz miasta ma stanowić kolejny krok w realizacji przedwojennej wizji Stefana Starzyńskiego skierowania stolicy w stronę Wisły. 
Koszt inwestycji wyniósł 11,5 mln zł. Została ona sfinansowana z budżetu m.st. Warszawy, MPWiK oraz środków Unii Europejskiej. Wykonawcą generalnym budowy fontann było konsorcjum firm: Mostostal Warszawa S.A., Watersystem Sp. z o.o. i OASE GmbH.

## Informacje techniczne
Kompleks składa się z:
- trzech niecek wypełnionych wodą i fontanny tzw. suchej
- 367 dysz wodnych (w tym 227 sterowanych cyfrowo)
- 295 reflektorów LED RGB
- 22 pomp o łącznej mocy 285,5 kW
- lasera RGB o mocy 15 W
- projektora
- centralnej jednostki sterującej Show Music Controler